# Amomum chaunocephalum
Amomum chaunocephalum là một loài thực vật có hoa trong họ Gừng. Loài này được Karl Moritz Schumann mô tả khoa học đầu tiên năm 1904.

## Phân bố
Loài này có ở Kaiser-Wilhelmsland (nay là nửa phía bắc Papua New Guinea).